# Робер, Ив
Ив Робе́р (фр. Yves Robert; 21 июня 1920, Сомюр — 10 мая 2002, Париж) — французский киноактёр, кинорежиссёр, сценарист и кинопродюсер.

## Биография
В молодые годы Ив Робер работал в издательстве. Затем сменил несколько профессий. Впервые на сцене выступил в Лионе. После освобождения Франции от немецких захватчиков Ив Робер переехал в Париж и работал в кабаре.
Свою первую роль в кино получил в 1949 году.
За фильм «Война пуговиц» в 1962 году Ив Робер получил премию Жана Виго. Также стал известен благодаря своим сценариям и режиссёрским работам в жанре комедии.

## Личная жизнь
С 1956 года и до конца жизни был женат на актрисе Даниэль Делорм.

## Избранная фильмография

### Актёрские работы
- 1955 — Будущие звёзды / Futures vedettes — Клемент
- 1955 — Большие манёвры / Les Grandes Manœuvres — лейтенант Феликс Леруа
- 1959 — Возвращение Арсена Люпена[фр.] / Signé Arsène Lupin — ля Балю
- 1960 — Француженка и любовь / La Française et l’Amour — усатый
- 1970 — Несчастье Альфреда / Les Malheurs d’Alfred — парижский телезритель
- 1972 — Высокий блондин в чёрном ботинке / Le Grand Blond avec une chaussure noire — дирижёр
- 1976 — Судья и убийца / Le Juge et l’assassin — профессор Дегуэльгрэ
- 1984 — Близнец / Le Jumeau — человек в лифте

### Режиссёрские работы
- 1954 — Мужчины думают только об этом / Les Hommes ne pensent qu'à ça
- 1958 — Не пойман — не вор / Ni vu… Ni connu…
- 1959 — Возвращение Арсена Люпена[фр.] / Signé Arsène Lupin
- 1960 — Семейство Фенуйяр[фр.] / La Famille Fenouillard
- 1961 — Война пуговиц[фр.] / La guerre des boutons
- 1962 — Бебер и общественный транспорт[фр.] / Bébert et l’Omnibus
- 1964 — Приятели[фр.] / Les Copains
- 1965 — Фальшивые деньги[фр.] / Monnaie de singe
- 1967 — Блаженный Александр / Alexandre le bienheureux
- 1969 — Клерамбар[фр.] / Clérambard
- 1972 — Высокий блондин в чёрном ботинке / Le Grand Blond avec une chaussure noire
- 1973 — Привет, артист![фр.] / Salut l’artiste
- 1974 — Возвращение высокого блондина / Le Retour du grand blond
- 1976 — И слоны бывают неверны / Un éléphant ça trompe énormément
- 1977 — Мы все отправимся в рай[фр.] / Nous irons tous au paradis
- 1978 — Смелей беги[фр.] / Courage fuyons
- 1984 — Близнец / Le Jumeau
- 1986 — Маленькие волшебницы / Les petites magiciennes
- 1986 — Лето тридцать шестого[фр.] / L'Été 36 (ТВ)
- 1990 — Слава моего отца[фр.] / La Gloire de mon père
- 1990 — Замок моей матери[фр.] / Le Château de ma mère
- 1992 — Бал недотёп[фр.] / Le Bal des casse-pieds
- 1993 — Монпарнас-Пудучерри[фр.] / Montparnasse-Pondichéry

### Сценарии
- 1970 — Несчастье Альфреда / Les Malheurs d’Alfred
- 1970 — Рассеянный / Le Distrait
- 1972 — Высокий блондин в чёрном ботинке / Le Grand Blond avec une chaussure noire
- 1974 — Возвращение высокого блондина / Le Retour du grand blond
- 1984 — Женщина в красном / The Woman in Red
- 1985 — Человек в одном красном ботинке / The Man With One Red Shoe

### Продюсировал фильмы
- 1970 — Несчастье Альфреда / Les Malheurs d’Alfred
- 1970 — Рассеянный / Le Distrait
- 1972 — Высокий блондин в чёрном ботинке / Le Grand Blond avec une chaussure noire
- 1974 — Возвращение высокого блондина / Le Retour du grand blond

### Театральные постановки
В 1949 году осуществил первую театральную постановку «Упражнений в стиле» Раймона Кено.